# Suso (fotbalista)
Jesús Joaquín Fernández Sáez de la Torre zkráceně Suso (* 19. listopadu 1993, Cádiz, Španělsko) je španělský fotbalový záložník i fotbalový útočník v současnosti hrající za španělský klub Sevilla FC, též hraje za španělskou reprezentaci.

## Přestupy
- z Cádiz CF do FC Liverpool za 60 000 Euro
- z FC Liverpool do AC Milán za 1 300 000 Euro
- z AC Milán do FC Sevilla za 980 000 Euro (hostování)
- z AC Milán do FC Sevilla za 21 700 000 Euro

## Statistiky
| Sezóna              | Klub                | Liga                | Liga   | Liga | Domácí poháry | Domácí poháry | Domácí poháry | Kontinentální poháry | Kontinentální poháry | Kontinentální poháry | Celkem | Celkem |
| Sezóna              | Klub                | Soutěž              | Zápasy | Góly | Soutěž        | Zápasy        | Góly          | Soutěž               | Zápasy               | Góly                 | Zápasy | Góly   |
| ------------------- | ------------------- | ------------------- | ------ | ---- | ------------- | ------------- | ------------- | -------------------- | -------------------- | -------------------- | ------ | ------ |
| 2012/13             | Liverpool           | Premier League      | 14     | 0    | AP+ALP        | 1+1           | 0+0           | EL                   | 4                    | 0                    | 20     | 0      |
| 2013/14             | Almería             | Primera División    | 33     | 3    | ŠP            | 2             | 0             | -                    | 0                    | 0                    | 35     | 3      |
| 2014/15             | Liverpool           | Premier League      | 0      | 0    | ALP           | 1             | 1             | -                    | 0                    | 0                    | 1      | 1      |
| Celkem za Liverpool | Celkem za Liverpool | Celkem za Liverpool | 14     | 0    | -             | 3             | 1             | -                    | 4                    | 0                    | 21     | 1      |
| 2015                | Milán               | Serie A             | 5      | 0    | IP            | 1             | 0             | -                    | 0                    | 0                    | 6      | 0      |
| 2015/16             | Milán               | Serie A             | 1      | 0    | IP            | 1             | 0             | -                    | 0                    | 0                    | 2      | 0      |
| 2016                | Janov               | Serie A             | 19     | 6    | IP            | 0             | 0             | -                    | 0                    | 0                    | 19     | 6      |
| 2016/17             | Milán               | Serie A             | 34     | 7    | IP+IS         | 2+1           | 0+0           | -                    | 0                    | 0                    | 37     | 7      |
| 2017/18             | Milán               | Serie A             | 35     | 6    | IP            | 5             | 1             | EL                   | 10                   | 1                    | 50     | 8      |
| 2018/19             | Milán               | Serie A             | 35     | 7    | IP+IS         | 2+0           | 0+0           | EL                   | 4                    | 1                    | 41     | 8      |
| 2019/20             | Milán               | Serie A             | 16     | 1    | IP            | 0             | 0             | -                    | 0                    | 0                    | 16     | 1      |
| Celkem za Milán     | Celkem za Milán     | Celkem za Milán     | 126    | 21   | -             | 13            | 1             | -                    | 14                   | 2                    | 153    | 24     |
| 2020                | Sevilla             | Primera División    | 17     | 1    | ŠP            | 0             | 0             | EL                   | 6                    | 1                    | 23     | 2      |
| 2020/21             | Sevilla             | Primera División    | 34     | 3    | ŠP            | 5             | 0             | LM+ES                | 4+1                  | 1+0                  | 44     | 4      |
| 2021/22             | Sevilla             | Primera División    | 8      | 0    | ŠP            | 0             | 0             | LM+EL                | 4+0                  | 0                    | 12     | 0      |
| 2022/23             | Sevilla             | Primera División    | 23     | 2    | ŠP            | 4             | 0             | LM+EL                | 6+7                  | 0+1                  | 40     | 3      |
| 2023/24             | Sevilla             | Primera División    | 28     | 1    | ŠP            | 2             | 0             | LM+ES                | 2+1                  | 0                    | 33     | 1      |
| 2024/25             | Sevilla             | Primera División    | 16     | 0    | ŠP            | 1             | 0             | -                    | 0                    | 0                    | 17     | 0      |
| Celkem za Sevillu   | Celkem za Sevillu   | Celkem za Sevillu   | 126    | 7    | -             | 12            | 0             | -                    | 31                   | 3                    | 169    | 10     |
| Celkově             | Celkově             | Celkově             | 318    | 37   | -             | 30            | 2             | -                    | 49                   | 5                    | 397    | 44     |

## Úspěchy

### Klubové

#### Národní
- vítěz italského superpoháru (1x)

Milán: 2016

#### Kontinentální
- vítěz evropské ligy (2x)

Seville: 2019/20, 2022/2023

### Reprezentační
- 1× účast na MS 20 (2013)

## Reprezentační kariéra
Suso byl členem španělských mládežnických reprezentací. S výběrem do 19 let vyhrál Mistrovství Evropy hráčů do 19 let 2012 v Estonsku (finálová výhra 1:0 nad Řeckem).